# ILA (band)
ILA is een Belgische grunge rockband van de singer-songwriter Ilayda Cicek (Genk, 1997), begeleid door Cas Kinnaer (drums), Sam Smeets (gitaar/bas) en Mattias Stynen (gitaar/keys). ILA werd in 2022 laureaat van De Nieuwe Lichting van Studio Brussel. De single "Leave Me Dry" uit dat jaar kreeg veel airplay.
Cicek, een tijd actief zowel in ILA als in BLUAI, koos voor de eerste band en bracht in 2024 het door de pers positief onthaalde debuut full album Ayna uit op het label Pias.

## Discografie
Singles
- Nude (Noisesome Recordings, 23 september 2019)
- Twenty-Two (Noisesome Recordings, 14 oktober 2019)
- Rebirth (Noisesome Recordings, 18 december 2020)
- Leave Me Dry (Noisesome Recordings, 16 september 2021)
- Live To Love (Noisesome Recordings, 3 juni 2022)
- All Again (PIAS, 23 januari 2024)
- Make It Easy (PIAS, 25 maart 2024)
- Ben Anlamam (PIAS, 15 april 2024)

EP's
- ILA (self released, 2018)
- Montage (Noisesome Recordings, 18 oktober 2019)

Albums
- Felt (mini-album, Noisesome Recordings, 8 oktober 2021)
- Anya (PIAS, 26 april 2024)

- International Standard Name Identifier: 0000 0004 9254 8793
- MusicBrainz: eacce46d-02f9-4cde-94d1-bbdb00a52acc